# Foreningen af Fabrikanter i Jernindustrien i Provinserne
Foreningen af Fabrikanter i Jernindustrien i Provinserne var en arbejdsgiverorganisation stiftet 1895 af maskin- og jernfabrikanter i de danske købstæder. Den var modelleret over den ti år ældre Foreningen af Fabrikanter i Jernindustrien i København og blev en af forgængerne for Dansk Industri.
Jens Lange fra Svendborg, direktør for De Forenede Jernstøberier, var medstifter af foreningen og dens første formand. Også Hilmar Vestesen var medstifter.

## Formænd
Denne liste er ufuldstændig; hjælp gerne med at udfylde den.
- 1895-?: Jens Lange
- 1910-1927: Hilmar Vestesen (æresmedlem 1927)